# Storebæltsbroen
Storebæltsbroen – most w Danii, położony nad Wielkim Bełtem, ok. 100 km na południowy zachód od centrum stolicy kraju, Kopenhagi. Łączy wyspy Zelandia (Korsør) i Fionia (Nyborg).
Jest on tak naprawdę częścią tzw. Storebæltsforbindelsen, które składa się z trzech mostów (wschodni, drogowy most wiszący i pary zachodnich, drogowego i kolejowego) oraz tunelu kolejowego biegnącego wzdłuż mostu wschodniego (pomiędzy wyspami Zelandia i Sprogø) i odcinka drogi pomiędzy mostami, na wyspie Sprogø. Wschodnia część jest najdłuższym mostem wiszącym w Europie i trzecim co do długości mostem wiszącym na świecie. Długość całej przeprawy wynosi ok. 17 km.
Most zastąpił przeprawę promową, która była głównym sposobem przemieszczania się między wyspami. Pokonanie Wielkiego Bełtu samochodem wcześniej zajmowało ok. 90 min, obecnie 10-15 min.

## Historia

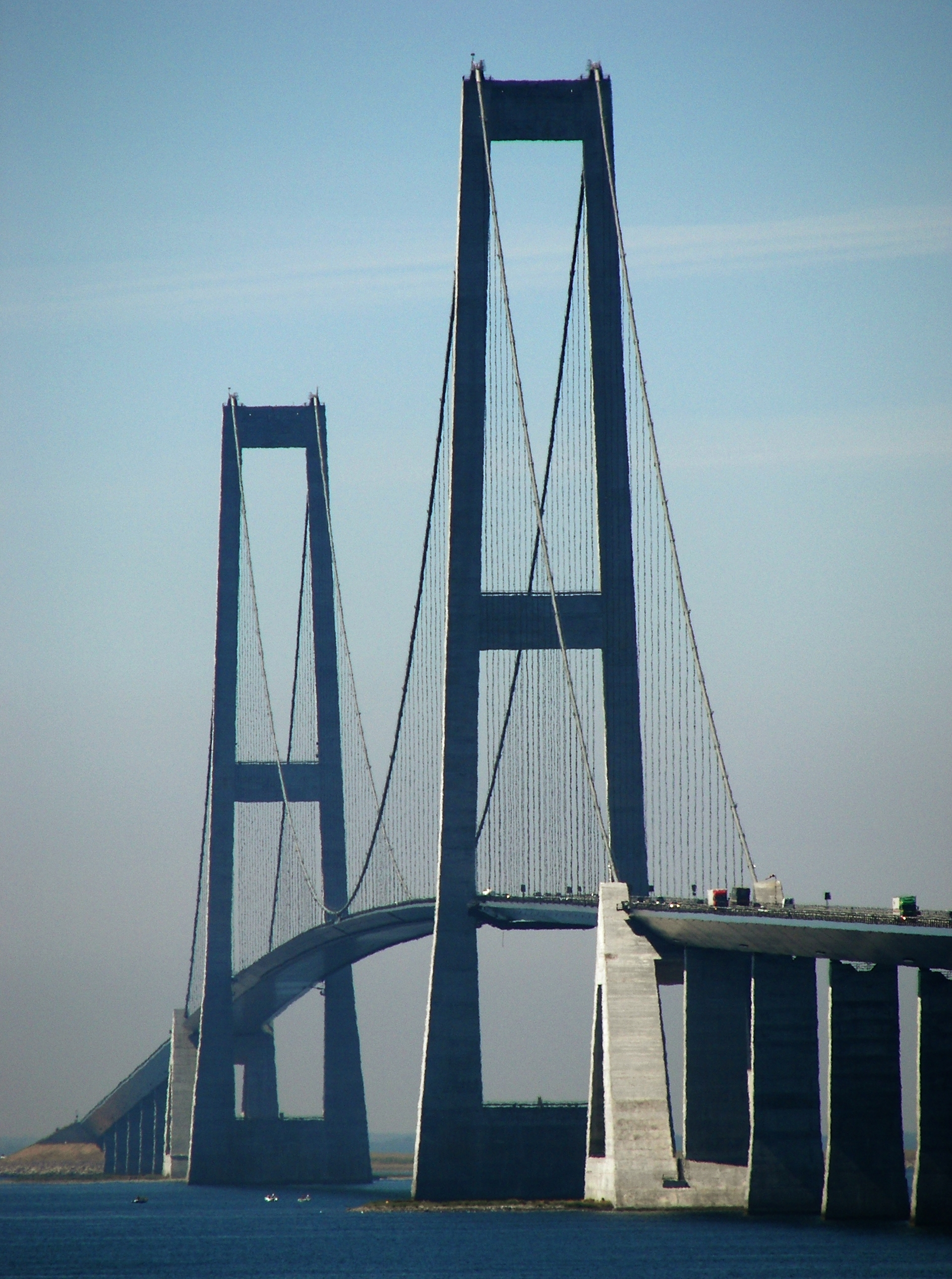
Most wschodni

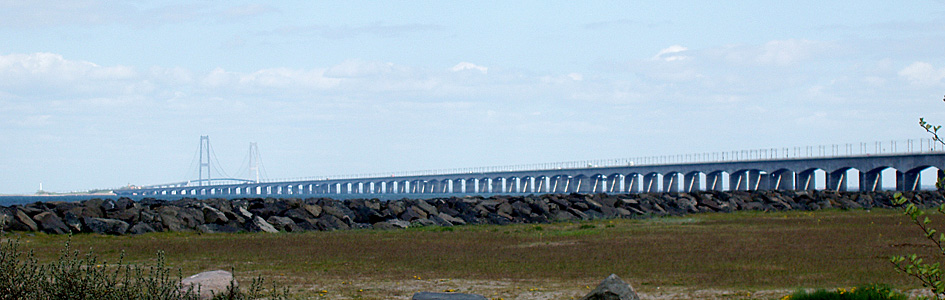
Most zachodni

Wstępne przygotowania (negocjacje, plany) do budowy trwały już od 1986 roku, a sam most został wybudowany w latach 1988–1998. Oficjalne otwarcie odbyło się 14 czerwca 1998 w obecności ówczesnego Premiera Królestwa Danii. Całkowity koszt inwestycji wyniósł 21,4 miliardy DKK (według cen z 1988 r.).

### Dane eksploatacyjne
- Rozpiętość części wiszącej: 2700 m, w tym pomiędzy pylonami 1624 m
- Maksymalny prześwit mostu wschodniego: 65 m
- Wysokość mostu wschodniego: 254 m
- Przejazd przez most jest płatny

## Wypadki
2 stycznia 2019 zginęło 6 osób w wypadku kolejowym.